# ZTE Axon 7
ZTE Axon 7 — смартфон ZTE, анонсований 26 травня 2016 року та поступив у продаж у червні того ж року. Станом на липень 2016 року — флагман компанії. За деякими характеристиками потужніший за Samsung Galaxy S7 або iPhone 6S. При цьому орієнтовна ціна близько 500 доларів, що вдвічі менше, ніж у Samsung та Apple.

## Дизайн
Екран виконаний зі скла Corning Gorilla Glass 4. Корпус смартфону виконана з металу (алюмінію).
Знизу знаходяться роз'єм USB-C та мікрофон. Зверху знаходяться 3.5 мм аудіороз'єм та другий мікрофон. З лівого боку смартфона розташований слот під 2 SIM-картки або 1 SIM-картку і карту пам'яті формату MicroSD. З правого боку розміщені кнопки регулювання гучності та кнопка блокування смартфону. Стерео динаміки знаходяться на верхній та нижній рамці смартфону. Сканер відбитку пальця знаходиться на задній панелі.
ZTE Axon 7 продавався в 3 кольорах: Ion Gold (золотий), Quartz Grey (сірий), Chromium Silver (сріблястий).

## Технічні характеристики

### Платформа
Смартфон отримав процесор Qualcomm Snapdragon 820 та графічний процесор Adreno 530.

### Батарея
Батарея отримала об'єм 3250 мАг та підтримку 18-ватної швидкої зарядки Quick Charge 3.0.

### Камера
Смартфон отримав основну камеру 20 Мп, f/1.8 з фазовим автофокусом, оптичною стабілізацією та здатністю запису відео в роздільній здатності 4K@30fps. Фронтальна камера отримала роздільність 8 Мп, діафрагму f/2.2 та здатність запису відео у роздільній здатності 1080p@30fps.

### Екран
Екран AMOLED, 5.5", 2560 x 1440 з відношенням сторін 16:9 та щільністю пікселів 538 ppi.

### Пам'ять
Продавався в комплектації 4/64 ГБ. Версія для китайського ринку - 4/128 Гб, також була версія Limited - 6/128 Гб.

### Програмне забезпечення
Смартфон був випущений на MiFavor 4.0, що базувалася на Android 6.0.1 Marshmallow. Був оновлений до MiFavor 5.2 на базі Android 8.0 Oreo.